# (2574) Ladoga
(2574) Ladoga ist ein Asteroid des Hauptgürtels, der am 22. Oktober 1968 von der sowjetischen Astronomin Tamara Michailowna Smirnowa am Krim-Observatorium in Nautschnyj (IAU-Code 095) in der Ukraine entdeckt wurde.
Der Asteroid ist Mitglied der Koronis-Familie, einer Gruppe von Asteroiden, die nach (158) Koronis benannt ist.
(2574) Ladoga wurde nach dem in Nordwestrussland nahe der Grenze zu Finnland gelegenen Ladogasee benannt, dem größten See Europas.